# Međunarodni festival klapa Perast
Međunarodni festival klapa Perast je festival klapske pjesme u Perastu. Jedini je festival ovog muzičkog žanra u Crnoj Gori. Cilj i ideja festivala je promovisanje i čuvanje tradicije pjevanja a capella kao dijela muzičke baštine Crne Gore. Održava se od 2001. godine.
Starinsko klapsko pjevanje u Boki nastavlja se na muzičku tradiciju specifičnog jednoglasnog pjevanja koje svoje najstarije korijene nalazi u peraškim bugaršticama, u obrednim molitvenim pjesmama, u običajnim počasnicama i pjesmama u kolu. Sredinom XIX vijeka razvija se kao višeglasno pjevanje muških i ženskih družina.
Festivalska stručna edicija zove se Lirica. Prvi broj izašao je 2013. godine. Sa izdavačkom djelatnošću festival počinje od 2012. godine.
Kulturne ustanove grada Kotora i Ministarstvo kulture Crne Gore prepoznali su dostignuća Festivala klapa u Perastu, pa je od 2012. postao članom KotorArta, najvažnijeg multikulturalnog, međunarodnog programa Crne Gore.